# Anna Maria Barrera Ravell

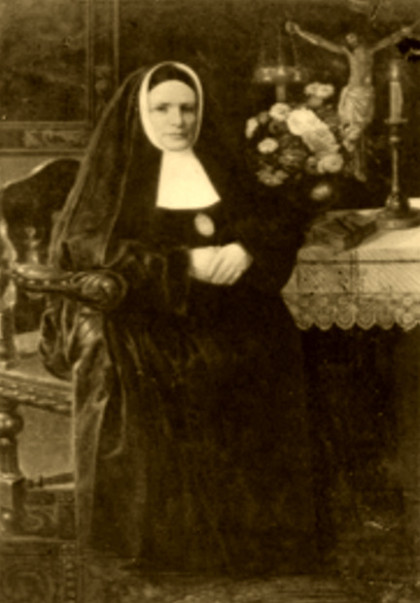
Anna Maria Barrera Ravell

Anna Maria Barrera Ravell (ur. 5 maja 1819 w Arenys de Mar; zm. 4 czerwca 1893 w Can Barrau) – hiszpańska Służebnica Boża Kościoła katolickiego.

## Życiorys
Anna Maria Barrera Ravell urodziła się 5 maja 1819 roku w wielodzietnej rodzinie. W 1847 roku wstąpiła do wspólnoty Świętej Rodziny z Bordeaux w Mataro. Założyła instytut franciszkański Misjonarzy Niepokalanego Poczęcia. Zmarła 4 czerwca 1893 roku w opinii świętości. Obecnie trwa jej proces beatyfikacyjny.